# Ullal
Ullal (toulou : ಉಳ್ಳಾಲ, kannada : ಉಳ್ಳಾಲ Uḷḷāla, konkani : ಉಳ್ಳಾಲ) est une municipalité du taluk de Mangalore dans le district de Dakshina Kannada.

## Personnalité liée à Ullal
- Rani Abbakka Chowta reine d'Ullal au XVIe siècle, connue pour avoir résisté à la colonisation portugaise.